# HD 121164
HD 121164，又名BD+29 2464，SAO 83055、HR 5229，是一颗恒星，视星等为5.9，位于銀經42.88，銀緯76.28，其B1900.0坐标为赤經13h 48m 38.1s，赤緯+29° 76.28′ 25″。